# Musée du quai Branly

Musée du quai Branly

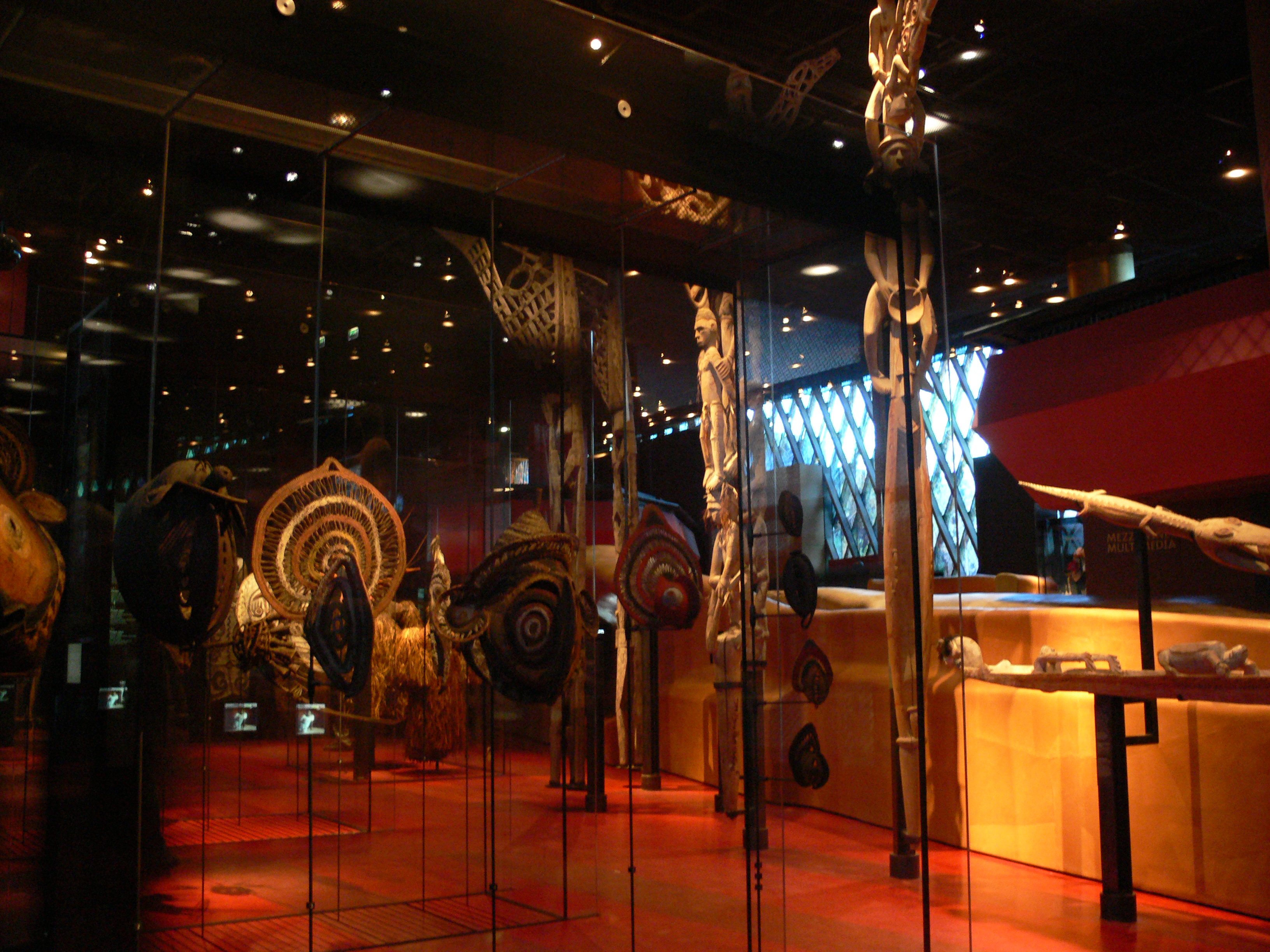
Musée du quai Branly

Das Musée du quai Branly - Jacques Chirac [my'ze dy kɛ brɑ̃'li] in Paris, auch als Musée des Arts premiers oder Musée des arts et civilisations d’Afrique, d’Asie, d’Océanie et des Amériques bekannt, ist das nationale französische Museum für außereuropäische Kunst. Die Ausstellung ist ausdrücklich nicht – wie ansonsten in Europa üblich – nach ethnologischen Gesichtspunkten konzipiert, sondern betont die künstlerischen Eigenschaften der Ausstellungsstücke.
Das Musée du quai Branly wurde 2006 eröffnet und ist damit das jüngste der großen Pariser Museen. Im Jahr 2018 verzeichnete es 1,3 Millionen Besucher. Es wird gemeinsam vom Ministerium für Kultur und Kommunikation und dem Ministerium für Hochschulbildung und Forschung verwaltet und dient sowohl als Museum wie auch als Forschungszentrum. Das von dem Architekten Jean Nouvel entworfene Gebäude des Museums befindet sich im 7. Arrondissement von Paris, am linken Ufer der Seine, in der Nähe des Eiffelturms und des Pont de l'Alma. Die nächsten Pariser Metro- und RER-Stationen sind Alma-Marceau und Pont de l'Alma.

## Sammlungen und andere Abteilungen des Museums
Das Museum vereinigt Sammlungen der Ethnologie aus dem Musée de l’Homme im Palais de Chaillot und aus dem Musée national des arts d’Afrique et d’Océanie, ehemals im Palais de la Porte Dorée. Die gesamten Bestände des Museums umfassen mehr als eine Million Objekte – darunter ethnologische Kunstgegenstände, Dokumente, visuelle oder audiovisuelle Objekte – von denen jeweils 3.500 in permanenten und temporären thematischen Ausstellungen zu sehen sind. Eine Auswahl von ca. 100 herausragenden Objekten aus dem Museum ist zusätzlich im „Pavillon des Sessions“ des Louvre ausgestellt.
In seiner Bibliothek/Mediathek bietet das Museum eine große Zahl an Fachliteratur, Datenbanken zu Bildern oder audiovisuellen Objekten, die entweder vor Ort oder teilweise auch online abrufbar sind. Im Théâtre Claude Lévi-Strauss des Museums finden regelmäßig Veranstaltungen wie Konzerte, Diskussionen oder Filmvorführungen zu den Themengebieten des Museums statt. Auch durch seine Internetseite sowie die sozialen Medien informiert das Museum laufend über aktuelle Veranstaltungen.
Die wissenschaftliche Abteilung widmet sich der Forschung, bietet Stipendien für Nachwuchswissenschaftler, organisiert Kolloquien und publiziert ihre Ergebnisse sowohl online als auch in traditionellen Medien.

## Diskussion über die Restitution afrikanischer Kulturgüter
Seit Ende 2018 steht das Museum im Mittelpunkt einer internationalen Debatte über die Restitution von afrikanischen Kulturgütern, die in der Zeit des Kolonialismus aus ehemaligen französischen Kolonien nach Frankreich verbracht wurden. Aufgrund seiner Bestände von ca. 70.000 Objekten aus Afrika südlich der Sahara steht das Musée du quai Branly im Zentrum eines Berichts, der von Präsident Emmanuel Macron in Auftrag gegeben und von zwei Wissenschaftlern, Bénédicte Savoy aus Frankreich und Felwine Sarr aus dem Senegal, ausgearbeitet wurde. Die beiden Autoren waren beauftragt worden, einen Bericht über die Hintergründe des Erwerbs afrikanischer Kulturgegenstände als Provenienzforschung und deren mögliche Rückgabe zu verfassen. Sie empfehlen darin, dass Kunstgegenstände, für die man nicht nachweisen kann, dass sie auch nach heutigen Vorstellungen rechtmäßig und moralisch gesehen aus Afrika erworben wurden, dauerhaft zurückgegeben werden sollten, wenn das betreffende Land dies auf diplomatischem Wege beantragt.
Im Juni 2020 kam es zu einer Protestaktion im Museum. Der kongolesische Aktivist Mwazulu Diyabanza und vier Begleiter betraten die Ausstellung, prangerten den Diebstahl afrikanischer Kulturgüter durch die Kolonialmächte an und übertrugen dies per Livestream auf Facebook. Danach löste er gemeinsam mit einem Gruppenmitglied ein hölzernes Ausstellungsstück aus seiner Verankerung und versuchte es, aus dem Museum zu tragen, was von Museumswächtern unterbunden wurde.
2021 wurden 26 Gegenstände, darunter Thronsessel und Palasttore an Benin zurückgegeben, die 1892 nach der Eroberung von Abomey, Hauptstadt des Königreichs Dahomey, entwendet worden waren.

## Geschichte und Status des Museums
Jacques Kerchache, Kunsthändler und spezialisiert auf afrikanische Kunst, versuchte Anfang der 1990er Jahre der „Art premier“ (ein von ihm geprägter Begriff) die Aufnahme als gleichberechtigt mit anderen bildenden Künsten in die Ausstellungen des Louvre zu verschaffen.
Er veröffentlichte 1990 in diesem Sinne einen Artikel in der französischen Tageszeitung Libération. Im selben Jahr lernte er Jacques Chirac, den damaligen Bürgermeister von Paris, kennen und konnte diesen für die Art premier begeistern. Chirac initiierte nach seiner Wahl zum französischen Staatspräsidenten im Jahr 1995 gemeinsam mit Kerchache eine Abteilung für diese Kunstrichtung im Louvre. Ein Jahr später kündigte Chirac ein Projekt zur Schaffung eines neuen Museums an, das sich speziell der außereuropäischen Kunst widmen sollte. Dieser Plan stieß auf Kritik, beispielsweise mit einem Streik der Mitarbeiter des Musée de l’Homme im Jahre 1999, die sich gegen eine Zerschlagung der Sammlungen ihres Museums und gegen den Ansatz wandten, die Gegenstände nun vorrangig unter ästhetischen Aspekten und nicht mehr nur unter ethnographischen Gesichtspunkten zu betrachten.
Das Museum hat den Status eines établissement public (deutsch öffentliche Einrichtung). Es ist drei Ministerien unterstellt: Dem Ministerium für Kultur und Kommunikation (Ministère de la culture et de la communication), dem Ministerium für nationale Bildung (Ministère de l’éducation nationale) und dem Forschungsministerium (Ministère délégué à la recherche). Die Kosten für den Bau des Museums wurden mit ungefähr 233 Millionen Euro angegeben.
Das Museum wurde am 20. Juni 2006 von Jacques Chirac in Anwesenheit von Kofi Annan, Rigoberta Menchú, Paul Okalik, Dominique de Villepin, Lionel Jospin und Jean-Pierre Raffarin eröffnet. Für die Öffentlichkeit ist es seit dem 23. Juni 2006 zugänglich.
2021 gab Frankreich 26 in der Zeit des Kolonialismus geraubte Artefakte aus dem Bestand des Museums an Benin zurück.

## Gebäude und Garten

Musée du Quai Branly

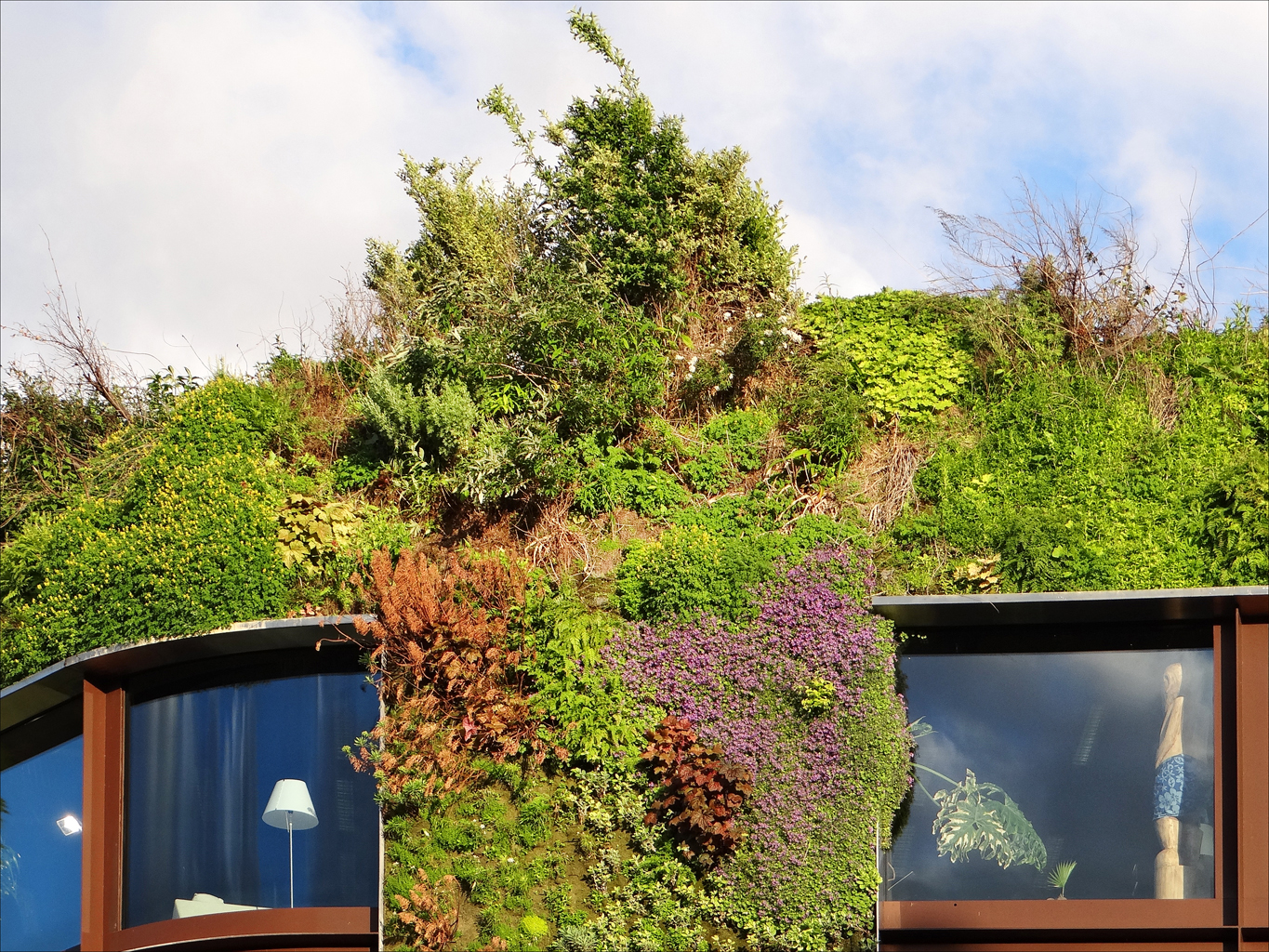
Pflanzenwand von Patrick Blanc

Das von dem Architekten Jean Nouvel entworfene Museum hat mit seinen vier Gebäuden auf dem 2 Hektar großen Grundstück zwischen dem Quai Branly und der Rue de l'Université eine Nutzfläche von 40.600 m2. Die dominierende Hauptgalerie ist auf Stelzen gebaut und überquert so nahtlos den vom Landschaftsarchitekten Gilles Clément entworfenen 18.000 m2 großen Garten. Dieser besteht aus kleinen Hügeln, Pfaden, gepflasterten Wegen und kleinen, zur Meditation einladenden freien Stellen. Es wurden 178 Bäume gepflanzt. Zum vielbefahrenen Quai Branly wird das Grundstück durch eine riesige Glaswand abgeschirmt, die sich an die Pflanzenwand des Verwaltungsgebäudes anschließt.
Die vier Gebäude sind:
- die Hauptgalerie, mit einer Länge von über 200 m, mit mehreren seitlichen Räumen, die von außen durch bunte rechteckige Erker sichtbar sind. Außerdem sind hier untergebracht: ein Auditorium, ein Unterrichtsraum, ein Leseraum, eine große Fläche für temporäre Ausstellungen und der Eingangsbereich. Die Hälfte des Gebäudes nimmt eine über 80 m lange sinusförmig geschwungene Brücke ein, die zum eigentlichen Startpunkt für die Besichtigung der Sammlung führt.
- das Gebäude Université mit einem Andenken- bzw. Buchladen, Büros und Ateliers
- das Verwaltungsgebäude Branly, das sich über fünf Etagen erstreckt und mit einer 800 m² großen Pflanzenwand (Le mur végétal) von Patrick Blanc bedeckt wird. Es ist harmonisch an die Fassade der anliegenden Häuser der Haussmann-Ära angedockt.
- das Auvent, mit der Mediathek und einer Gartenterrasse.

## Ausstellungen
- 2016: Matahoata. Arts et société aux Îles Marquises. Katalog.[14]
- 2016: Persona. Étrangement humain. Katalog.

## Film
- Musée du Quai Branly. Das neue Ethnologiemuseum von Paris. Dokumentation, Frankreich, 2006, 90 Min., Regie: Guy Seligmann, Pierre-André Boutang, Produktion: arte France, Erstausstrahlung: 6. Oktober 2006, Inhaltsangabe von arte